# Махмуд Хамді
Махмуд Хамді (араб. محمود حمدي, нар. 1 червня 1995) — єгипетський футболіст, захисник клубу «Замалек».
Виступав, зокрема, за клуб «Ель-Ґеїш», а також національну збірну Єгипту.

## Клубна кар'єра
У дорослому футболі дебютував 2013 року виступами за команду клубу «Ель-Ґеїш», в якій провів три сезони, взявши участь у 66 матчах чемпіонату. Більшість часу, проведеного у складі «Ель-Ґеїша», був основним гравцем захисту команди.
До складу клубу «Замалек» приєднався 2016 року. Станом на 2 червня 2018 року відіграв за каїрську команду 45 матчів в національному чемпіонаті.

## Виступи за збірні
У 2015 році залучався до складу молодіжної збірної Єгипту. На молодіжному рівні зіграв у 2 офіційних матчах.
У 2018 році дебютував в офіційних матчах у складі національної збірної Єгипту.
У складі збірної — учасник чемпіонату світу 2018 року у Росії.
| Дата       | Місто      | Господарі | Результат | Гості  | Турнір           | Голи | Примітки |
| ---------- | ---------- | --------- | --------- | ------ | ---------------- | ---- | -------- |
| 25-05-2018 | Ель-Кувейт | Кувейт    | 1 – 1     | Єгипет | товариський матч | -    |          |
| Усього     |            | Матчів    | 1         |        | Голів            | 0    |          |

## Титули і досягнення
- Срібний призер Кубка африканських націй: 2021